# María Josefa Medrano de Uribe
María Josefa Medrano de Uribe (Chihuahua, 1759 - 18??) fue una mujer chihuahuense reconocida por repoblar la actual Cd. Saucillo en 1811 por lo que se le considera una de las pocas mujeres fundadoras en América.[cita requerida]

## Biografía
Nació en  Chihuahua en 1759, hija de Francisco Antonio Medrano y Francisca Matiana, bautizada el 4 de abril de ese mismo año. Contrajo matrimonio en el cuartel militar de San Pablo Meoqui con el teniente José Antonio Uribe y radicaron allí donde procrearon tres hijos: José Rafael Valentín, José María Del Socorro y María Del Carmen Paulina.[cita requerida] Saucillo retomó la memoria de esta mujer y recientemente le erigió un monumento para conmemorarla, sin saber el nombre, solo la recordaron como "La Señora Uribe" y así se le conoció por mucho tiempo.
En las partidas sacramentales de Chihuahua y Meoqui recientemente aparecieron los datos de su existencia y su nombre real.
En 1811 la Sra. Uribe se encuentra en lugar llamado El Saucillo, perteneciente a la hacienda de San Marcos, que fuera propiedad del Capitán Juan Antonio de Trasviña y Retes y denuncia los terrenos de esa localidad fomentado la repoblación, es este el origen de la actual ciudad de Saucillo . Trabaja parte de este territorio en compañía de los familiares de los militares que habitaban en el Puesto de San Pablo (Meoqui).
En 1822 su esposo el teniente José Antonio Uribe presentó la denuncia de los terrenos entre Saucillo hasta Ancón de Carros y el Puerto de Pintas en atención a sus cuarenta años de servicios militares en contra de los apaches y comanches. En estos terrenos había pagado renta desde que se esposa se estableciera allí. 
La figura de la Sra. Uribe fue rescatada por los historiadores y en el municipio de Saucillo, hoy es considerada la fundadora de Saucillo,una de las pocas mujeres fundadoras en América, pues entre mitos e historia los orígenes de las ciudades hispanoamericanas se narran odiseas de varones ya sea indígenas, europeos, misioneros, militares y políticos, entre ellos no aparecen como protagonistas mujeres salvo en pocas poblaciones. Se desconoce la fecha de su fallecimiento y el lugar de su sepultura.